# Novosibiřské ostrovy
Novosibiřské ostrovy (rusky Новосиби́рские острова) je souostroví v Severním ledovém oceánu náležející Rusku, republice Sacha. Zaujímají rozlohu cca 38 000 km². Západní pobřeží omývá moře Laptěvů, východní Východosibiřské moře.

## Geografie
Souostroví se skládá ze tří ostrovních skupin:
- Anjouovy ostrovy (ostrovy Anžu) (29 000 km²)
  - Kotělnyj (11 700 km²)
  - Faddějevskij (5300 km²). Ten je občas spojen s ostrovem Kotělnyj (není-li Bungeho země zaplavena)
  - Nová Sibiř (6200 km²)
- Ljachovské ostrovy (6100 km²)
  - Velký Ljachovský ostrov (4600 km²)
  - Malý Ljachovský ostrov (1300 km²)
  - Sloupový ostrov (170 km²)
  - Jaja (0,038 km²)
- De Longovy ostrovy (225 km²)

Povrch je spíš nízký, většinou do 300 m n. m. Pouze De Longovy ostrovy dosahují výšky 426 m n. m. (ostrov Bennetta). Geologické podloží je tvořeno převážně krystalickými břidlicemi s žulovými výchozy.

## Klima
Klima je arktické, extrémně chladné: průměrná lednová teplota −30 °C, průměrná červencová teplota 4 °C. Vnitrozemí je o poznání teplejší, neboť není ochlazováno okolním mořem (v červenci až 19 °C). Roční úhrn srážek je 77 mm. Sníh se udržuje po dobu 9 měsíců. Ledovce i přes velmi nízké teploty pomalu ustupují a odkrývají pozůstatky pleistocenní fauny (mamuti, srstnatí nosorožci, divocí koně). Nálezy pleistocenní fauny svědčí o mnohem teplejším podnebí, které před tisíciletími na ostrovech převládalo. Táním permafrostu vznikají nové útvary (termokras) a ponorné řeky.

## Fauna a flóra
Souostroví spadá do oblasti tundry. Vegetaci představují mechy, lišejníky a vzácně kvetoucí rostliny (lomikameny, pryskyřičníky). Poměrně hojně se tu vyskytují ptáci (bělokur rousný, sovice sněžní, v létě sem zalétávají kulíci, husy, kachny a další), ze savců lišky, v menší míře sobi a lední medvědi.

## Historie objevů
První lidé se na ostrovech objevili již před více než 8 tis. lety.
V roce 1646 oznámil sibiřský kozák a kupec Michail Staduchin jakutskému vojvodovi Vasiliju Puškinovi, že on a jeho druhové objevili velký ostrov naproti ústí řek Indigarka a Kolyma. Staduchin považoval tento ostrov za součást rozlehlé velké pevniny.
První spolehlivé informace o ostrovech podal na počátku 18. století kozák Jakov Permjakov, který se plavil od ústí Leny ke Kolymě. V roce 1712 se jako součást kozáckého oddílu vedeného Merkurijem Vaginem vylodil na Velkém Ljachovském ostrově. Na ostrově zaznamenali soby, polární lišky a vlky. Spatřili další zemi také severně od ostrova.
V létě 1761 doplula k Velkému Ljachovskému ostrovu výprava vedená kupci Nikitou Šalaurovem a Afanasijem Bachovem, kteří našli na ostrově velké zdroje mamutích klů. Šalaurov jako první ostrov zmapoval a popsal jako zemi se sedmi velkými horami.
Za objevitele souostroví nejčastěji bývá kupec Ivan Ljachov, který již věděl o existenci ostrovů a v roce 1770 podnikl cestu se psím spřežením z Jakutska na sever podlém zamrzlého moře od mysu Svatý nos. Nebyl hnán touhou po objevení nových zemí, ale po ekonomickém zisku. Nalezl na ostrovech skutečně slonovinu, kterou odvezl do Jakutska. Popsal ostrovy jako stvořené ze slonoviny, že tolik mamutích kostí a klů nikde jinde na světě není. Ljachov požádal carevnu Kateřinu II. o vydání monopolu na slonovinu z ostrovů a také na obchod s kožešinami z ostrovů. Kateřina II. vydala zvláštní dekret, kterým mu umožnila monopol a navíc nařídila po něm pojmenovat část souostroví a dva z ostrovů - Velký Ljachovský ostrov a Malý Ljachovský ostrov. V roce 1773 se Ljachov vydal znovu na ostrovy a po stopách sobího stáda se dostal na třetí ostrov, kde objevil stopy nějaké předchozí výpravy - kotlík ze zelené mědi, zbytky nádobí a palivové dříví. 
V roce 1933 byla na ostrově Kotělnyj postavena polární stanice. Občas sem zavítají lovci kožešin.
Novosibiřské ostrovy jsou spjaty s činností moravského polárníka a dobrodruha Eskymo Welzla.